# Aeródromo de Las Lajas
El aeródromo de Las Lajas (OACI: MNLL) es un aeródromo público nicaragüense ubicado cercano a los pueblos de La Virgen, La Reforma y Malacatoya en el departamento de Granada. Al aeródromo, ubicado al norte de la ruta 39, da servicio a los campos agrícolas al norte del lago Cocibolca.

## Información técnica
La pista de aterrizaje del aeródromo es de grava y mide 1.270 metros en longitud.
El VOR-DME de Managua (Ident: MGA) está localizado a 27 kilómetros al oeste del aeródromo.